# Гринь (присілок)
Гринь (рос. Грынь) — присілок в Ульяновському районі Калузької області Російської Федерації.
Населення становить 17 осіб. Входить до складу муніципального утворення Село Зарєччя.

## Історія
Від 2004 року входить до складу муніципального утворення Село Зарєччя

## Населення
1. Н/Д[2]